# Kôrêdugaw
La société secrète des Kôrêdugaw désigne un groupe d'hommes initiés assurant le rôle d'un bouffon rituel lors de cérémonies dans les communautés bambara, malinké, sénoufos et samogo du Mali. Il s'agit d'un rite de sagesse. Depuis 2011, la société et son rite sont inscrits sur la liste du patrimoine culturel immatériel nécessitant une sauvegarde urgente à l'UNESCO.

## Présentation
La société secrète des Kôrêdugaw est une société initiatique présente au Mali dans les communautés bambara, malinké, sénoufos et samogo. La société est caractérisée par la sagesse de ses membres et le recours à la bouffonnerie.
La société des Kôrêdugaw est composée d'hommes qui héritent du statut de Kôrêduga par transmission paternelle. Ce statut leur permet de suivre une instruction, axée sur la communication avec les esprits et la direction d'un maître, puis d'être initiés. Cette initiation est secrète.

## Fonctions des Kôrêdugaw
Dans leurs communautés, les Kôrêdugaw occupent trois fonctions sociales et une rituelle. Leur rôle social principal est éducatif. Ils doivent en effet soutenir les jeunes et leur enseigner comment mener leur vie correctement et gérer les différentes problématiques sociales. Ils ont également un rôle de médiation sociale. Enfin, sur le plan rituel, les Kôrêdugaw interviennent dans plusieurs cérémonies rituelles dans leur rôle de bouffons sacrés.

## Bouffons sacrés
Au cours des cérémonies, les Kôrêdugaw portent des masques rituels aux traits d'animaux. On distingue ainsi les Sulaw (singes), les Surukuw (hyènes) ou les Jaraw (lions). Un symbolisme complexe est associé à ces différents traits.

## Personnes célèbres appartenant à la société des Kôrêdugaw
- Chaka Sanogo : musicien malien, dit Faniéna Chaka[3]